# Carlos Meléndez (Leichtathlet)
Carlos Meléndez (* 24. Mai 1978) ist ein ehemaliger spanischer Leichtathlet, der sich auf den Sprint spezialisiert hat.

## Sportliche Laufbahn
Erste internationale Erfahrungen sammelte Carlos Meléndez vermutlich im Jahr 1997, als er bei den Junioreneuropameisterschaften in Ljubljana mit der spanischen 4-mal-100-Meter-Staffel im Finale nicht ins Ziel kam. 2001 schied er bei den Mittelmeerspielen in Tunis mit 21,46 s in der Vorrunde im 200-Meter-Lauf aus und gewann mit der Staffel in 40,00 s die Bronzemedaille hinter den Teams aus Italien und Frankreich. Im Jahr darauf kam er bei den Halleneuropameisterschaften in Wien mit 21,24 s nicht über den Vorlauf über 200 Meter hinaus und gewann mit der 4-mal-400-Meter-Staffel in 3:06,60 min gemeinsam mit David Canal, Salvador Rodríguez und Alberto Martínez die Bronzemedaille hinter den Teams aus Polen und Frankreich. Er setzte seine Karriere auf nationaler Ebene bis 2007 fort, ehe er seine aktive Laufbahn im Alter von 29 Jahren beendete.
2002 wurde Meléndez spanischer Hallenmeister im 200-Meter-Lauf.

## Persönliche Bestleistungen
- 200 Meter: 21,19 s (+1,4 m/s), 13. Juli 2002 in Castelló de la Plana
  - 200 Meter (Halle): 21,07 s, 17. Februar 2002 in Sevilla
  - 400 Meter (Halle): 47,08 s, 9. Februar 2002 in Sevilla